# Український державний інститут мінеральних ресурсів
Український державний інститут мінеральних ресурсів був розташований у Сімферополі, а його Дніпропетровське відділення  —  у Дніпрі.

## Загальна характеристика
Інститут було створено у червні 1956 р. як Інститут мінеральних ресурсів Академії наук УРСР (ІМР АН УРСР).
Ініціатором створення інституту був український геолог, академік і в той час віцепрезидент АН УРСР Семененко Микола Пантелеймонович. Основою інституту стали окремі відділи Кримського філіалу АН УРСР, що виникли на початку 1956 р. на базі однієї із структур АН СРСР, створеної раніше — в 1948 р. Так — на базі відділів геології, хімії, гідрогеології та картознавства та вивільнених штатів Управління філіалу було організовано ІМР АН УРСР, а інші відділи (археології, історії тощо) було передано до складу відповідних інститутів АН УРСР.
Директором інституту був призначений Юрк Юрій Юрійович (1905—1975), д-р геол.- мін. наук, професор, фахівець в галузі мінералогії, петрології і мінерагенії, завідувач відділу мінералогії Інституту геологічних наук (ІГН) АН УРСР, учений секретар при Президії АН УРСР.
У 1963 р. Постановою Ради Міністрів СРСР Інститут мінеральних ресурсів було передано з системи АН УРСР у відання геологічної служби країни (тоді — Держгеолком, з 1966 р. — Міністерство геології УРСР). На виконання цієї Постанови наказом Геолкому СРСР до складу інституту було переведено Дніпропетровську науково-дослідну експедицію  УкрНДГРІ, перетворену тоді у Дніпропетровську групу відділів ІМР, пізніше — у Дніпропетровське відділення Українського державного інституту мінеральних ресурсів (ДВ УкрДІМР). Виходячи з завдань геологічної служби та з врахуванням вказаних змін, було перезатверджено профіль діяльності та структуру інституту. Вже до середини 60-х років в ньому функціонувало більше 15 структурних підрозділів, в тому числі 9 — з геолого-мінералогічного напряму й 5 — з технології збагачення руд. Важливими були і досягнення ІМРу щодо розвитку та модернізації мінерально-сировинної бази (МСБ) як деяких регіонів СРСР (Казахстан, Таджикистан, Білорусія, Якутія, Східний Сибір та інших) так і, зокрема, України. Останнє стало причиною того, що у 1966 р. Інститут мінеральних ресурсів був переданий Міністерству геології УРСР. Саме тоді його затвердили головною науково-дослідною установою з вивчення родовищ твердих корисних копалин (в тому числі золота, чорних і рідкісних металів, алмазів тощо) та координації науково-дослідних і тематичних робіт в системі геологічної служби України.
На 1973 рік в обох відділеннях Інституту мінеральних ресурсів загальна чисельність співробітників складала 670 осіб, в тому числі наукових співробітників — 380, з них 7 докторів та 107 кандидатів наук. Інститут за основними напрямами своєї діяльності вийшов на високий рівень досліджень, а без його прикладних робот не могла обійтись ні одна розвідка та промислова оцінка багатьох рудних та нерудних родовищ України.
В 1973 р. директором інституту було призначено головного інженера тресту «Артемгеологія», канд. геол.-мін. наук Семена Івановича Кирикилицю (1924—1986). За часи його керівництва, для підвищення рівня робіт з упровадження у виробництво розробок інституту, була створена Дослідно-методична експедиція (ДМЕ), в склад якої входило декілька партій: Закарпатська, Донецька, Дніпропетровська, Львівська, Сімферопольська, Керченська та Київська. Окрім того, в інституті були створені нові наукові підрозділи -  сектори з проведення прогнозно — металогенічних досліджень на особливо пріоритетні види корисних копалин (золото, неметалічна сировина, кольорові та рідкісні метали), значно розширилися роботи з вивчення та прогнозування родовищ алмазів, розробки геохімічних методів пошуків, економіки мінеральної сировини, дослідження геодинамічних процесів, прогнозування землетрусів та екологічного стану навколишнього природного середовища. Тоді також вдалося виконати будівництво дослідно-технологічної бази, яке дозволило приступити до проведення укрупнених випробувань розроблених співробітниками технологічних схем збагачення корисних копалин.
До початку 1986 р. загальна чисельність співробітників інституту склала 1128 осіб, в тому числі 4 доктори й 135 кандидатів наук (Сімферополь та Дніпропетровськ, відповідно, 780 і 348 осіб;  4 доктори  й  88 та 47 кандидатів).
В кінці 1986 р. на посаду директора ІМРу було призначено головного геолога Артемівської ГРЕ тресту «Артемгеологія», канд. геол.-мін. наук Ю. М. Брагіна (1936—2007). Час його перебування на цій посаді (1986—2005) збігся, у зв'язку з розпадом СРСР, з соціальною перебудовою та різким скороченням фінансування геологорозвідувальних робіт, в тому числі, наукових досліджень. Це призвело до припинення науково-дослідних робіт по цілому ряду традиційних для ІМРу напрямів, а також — до ліквідації Дослідно-методичної експедиції. Але вдалим слід вважати чергову зміну структури інституту, під час якої були сформовані такі наукові підрозділи як відділ геолого — технологічних досліджень рудних корисних копалин, відділ  геолого — технологічних досліджень нерудних корисних копалин, відділ еколого — геологічних досліджень і відділ фізико-хімічних досліджень. Головні напрями науково — дослідних робіт інституту (в тому числі на благородні метали та алмази) були збережені. Були налагоджені науково-технічні зв'язки ІМРу з підприємствами та установами геологічного профілю багатьох країн: Китаю, Словаччині, Алжиру, Греції тощо.
Загальна чисельність співробітників інституту к 1990 р. скоротилася в обох відділеннях до 337,  в тому числі до 5 докторів та 65 кандидатів наук.
В 1994 р. Інститут мінеральних ресурсів змінив назву на Український державний інститут мінеральних ресурсів (УкрДІМР).
В кінці 1999 року, згідно з наказом Комітету з питань геології та використання надр від 31.12.1999 р. № 237, УкрДІМР було перетворено Кримське відділення Українського державного геологорозвідувального інституту (УкрДГРІ) — багатопрофільної наукової установи з 5 територіальними відділеннями: Львівським, Чернігівським, Полтавським, Кримським та Дніпропетровським. З 2001 р. УкрДГРІ став знаходитися підпорядкуванні Державної геологічної служби України (з 2010 р. — Державна служба геології та надр України).
В 2005 р. на посаду директора Кримського відділення УкрДГРІ був призначений Ігор Євгенович Палкін, канд. геол.-мін. наук, який до цього працював протягом останніх 15 років на посаді ученого секретаря інституту, а згодом — відділення, і, одночасно, був завідувачем відділу геолого — технологічних досліджень рудних корисних копалин, а також — куратором міжнародних науково — технічних зв'язків установи.
Кадровий потенціал відділення став складатися із 205 співробітників, в тому числі 134 наукових робітників і спеціалістів, з них — 5 докторів наук і 27 кандидатів наук.
Відповідно до вимог геологічної галузі, обсягів фінансування, як держбюджетного так і госпдоговірного, та змін чисельного складу було змінено і організаційно — наукову структуру установи. Були сформовані такі наукові підрозділи як відділ геолого — технологічних досліджень твердих корисних копалин з 3-ма технологічними лабораторіями та геологічним сектором, відділ еколого — геологічних досліджень з двома секторами і лабораторія хіміко — аналітичних досліджень. Дуже важливим стало створення лабораторії методики вивчення техногенних родовищ.
Починаючи з 2008 р. через недофінансування геологічної галузі стали різко скорочуватися обсяги фінансування державних науково-дослідних робіт. В результаті наприкінці 2012 р. Кримське відділення УкрДГРІ (як і інші його територіальні відділення) було закрито — з відповідним скороченням практично всіх співробітників. Остаточну крапку в неможливості відновлення його роботи поставили російські окупанти, які просто розграбували майно установи та розпочали нищити її корпуси. А у 2020 р. всі будівлі відділення було виставлено на продаж.

### Напрямки діяльності та деякі підсумки
Основними напрямами науково-дослідних робіт були визначені такі як вивчення геології та прогноз родовищ металічних, неметалічних корисних копалин у тому числі благородних металів та алмазів; удосконалення методики пошуків та розвідки родовищ корисних копалин; технологія збагачення природних і техногенних родовищ металічних і  неметалічних корисних копалин; дослідження речовинного складу мінеральної сировини; вивчення гідрогеологічних процесів, карстових явищ та селевих потоків; геоекологічні дослідження та удосконалення методів державного моніторингу геологічного середовища; вивчення геодинамічних процесів та прогнозування землетрусів; вивчення економіки мінеральної сировини та ефективності геологорозвідувальних робіт — з розробкою відповідних рекомендацій для виробничих організацій країни.
За роки роботи в обох відділеннях ІМРу працювали не менше як 15 докторів наук та 135 кандидатів наук. Співробітники інституту захистили 8 докторських і більше 50 кандидатських дисертацій. В його стінах працювало 6 (в тому числі 1 в ДВ УкрДІМР) першовідкривачів родовищ: ртуті та титану (Україна), золота (Бурятія, Середня Азія), сурми та заліза (Якутія), алмазів нового генетичного типу (Казахстан) та 94 винахідників, які зробили 366 (в тому числі 200 в ДВ УкрДІМР) винаходів за всіма напрямами роботи інституту. Відкрито три нові мінерали (мінеральних видів), зроблено чотири перших знахідки мінералів в СРСР і 38 — в Україні.
Географія робіт: Україна, СРСР і СНД, Китай, Монголія, Словаччина, Афганістан, Алжир, Данія, Куба, Мадагаскар, Іспанія, Греція, В'єтнам тощо.
Науково — технічна продукція складається з більше ніж 4700 (в тому числі 700 в ДВ УкрДІМР) звітів з науково-дослідних робіт, 1000 монографій та 4500 (в тому числі 500 в ДВ УкрДІМР) статей.
За успішні результати своєї діяльності співробітники ІМРу отримали чимало нагород — як урядових так і галузевих. Серед них: 3 Державні премії України, 3 відзнаки та дипломи Заслужених діячів науки і техніки України, більше 30 відзнак (в тому числі 6 в ДВ УкрДІМР) ВДНГ СРСР і УРСР,  47 (в тому числі 6 в ДВ УкрДІМР) відзнак і дипломів «Почесного розвідника надр України», 43 (в тому числі 6 в ДВ УкрДІМР) медалей ім. В. І. Лучицького, 11 медалей ім. Л. І. Лутугіна тощо.

### Персоналії
- Аверін Юрій Олександрович — завідувач сектору, лабораторією благородних металів в 1976—1992, головний науковий співробітник в 1993—2001, провідний науковий співробітник в 2002—2003.
- Багров Микола Васильович — інженер-геолог відділу регіональної геології в 1961—1963, згодом академік НАН України (2010).
- Бобрієвич Олександр Павлович —  завідувач відділу алмазів і благородних металів в 1964—1974.
- Вальтер Антон Антонович — молодший науковий співробітник відділу мінералогії корисних копалин в 1959—1974.
- Юрк Юрій Юрійович — директор в 1956—1973, завідувач відділу мінералогії корисних копалин  в 1973—1976.
- Дублянський Віктор Миколайович — молодший науковий співробітник в 1957—1959, старший науковий співробітник в 1960—1972 відділу карстології та селей.
- Лебединський Володимир Іванович — заступник директора з наукової роботи в 1957—1963, завідувач відділу нерудних корисних копалин в 1964—1968, завідувач сектору нерудних корисних копалин в 1969—1976.
- Полканов Юрій Олександрович  — інженер, старший інженер, старший науковий співробітник   відділу мінералогії корисних копалин в 1959—1974, завідувач підрозділу (відділу, лабораторії) з проведення мінералогічних і мінерало-технологічних досліджень в 1975—1993, головний науковий співробітник відділу фізико-хімічних досліджень в 1994—2003, провідний науковий співробітник відділу геолого — технологічних досліджень твердих корисних копалин; академік Академії технологічних наук України (1993).
- Тарасенко Віктор Сергійович — молодший, старший, провідний науковий співробітник відділу кольорових і рідкісних металів в 1973—1992.
- Шнюков Євген Федорович — молодший науковий співробітник відділу мінералогії корисних копалин в 1957—1959; згодом академік НАН України (1982).